# Château de Combefa
Le château de Combefa ou château épiscopal de Combefa, est une forteresse médiévale située à Combefa, dans le Tarn, en région Occitanie (France). Bâti vers 1270, cet édifice aujourd'hui ruiné fut la propriété des évêques d'Albi de sa construction à son abandon.

## Historique
Édifié au XIIIe siècle, vers 1270, le château de Combefa est construit sur demande de l'évêque d'Albi, Bernard de Combret, afin de protéger la route entre Rodez et Toulouse. Toujours propriété des évêques d'Albi, il devient ensuite une résidence d'été pour ces prélats. Au XIVe siècle, durant la guerre de Cent ans, alors que la région est en proie aux raids des Grandes compagnies, l'évêque Hugues d'Albert nomme un certain Elie des Monts gouverneur de la forteresse, le chargeant de défendre les lieux. Néanmoins, au début du XVe siècle, le comte d'Armagnac Bernard VII s'empare de l'édifice, qu'il confie à André de Ribes, célèbre capitaine d'une de ces Grandes compagnies, travaillant pour les anglais. Ces derniers sont chassés du château en 1434 par les troupes royales de Charles VII, après un court siège. À la suite de cette occupation étrangère, les évêques d'Albi récupèrent leur dû, et remanient la bâtisse. Ainsi, Louis Ier d'Amboise, évêque de 1474 à 1503, édifie une nouvelle chapelle en 1490, qu'il fait décorer d'une belle mise au tombeau en calcaire polychrome. Cette mise au tombeau de Combefa est aujourd'hui conservée au village voisin de Monestiès.
On trouve un tabernacle daté de 1681, en provenance du château Combefa dans la toute proche Église Saint-Hippolyte de Monestiés, ancienne chapelle du  Château de Saint-Hippolyte. 
Néanmoins, à partir du début du XVIIIe siècle, les évêques privilégient le château du Petit Lude à Albi, ce qui annonce le début de la fin pour Combefa. C'est en 1761 que l'archevêque Léopold-Charles de Choiseul reçoit l'autorisation du roi Louis XV de ne plus entretenir l'édifice, ainsi que celle de déplacer vers Albi les matériaux pour rénover divers bâtiments. C'est la fin du château, qui est cité comme ruine seulement huit ans plus tard, en 1769. Le successeur de Léopold-Charles de Choiseul, François-Joachim de Pierre de Bernis, continuera son l’œuvre, continuant le démantèlement du château.
Aujourd'hui, il ne demeure du château qu'un ensemble de ruines, somme toute assez impressionnantes.

## Architecture
Le château de Combefa est implanté sur un éperon rocheux dominant de 80 mètres le ruisseau la Zère, affluent du Cérou. C'était un édifice de plan trapézoïdal, trois côtés de la cour intérieure étant occupés par des logis. Les tours restantes sont partiellement arasées, et présente des ouvertures murées. En contrebas du château, les anciens écuries sont encore visibles.
Une histoire locale veut qu'il y ait un souterrain secret partant du château, mais celui-ci demeure à ce jour introuvable, malgré quelques fouilles entreprises.
Un plan d'ensemble est visible à Monestiés, dans la chapelle Saint-Jacques, où est aussi conservé la mise au tombeau de Combefa.

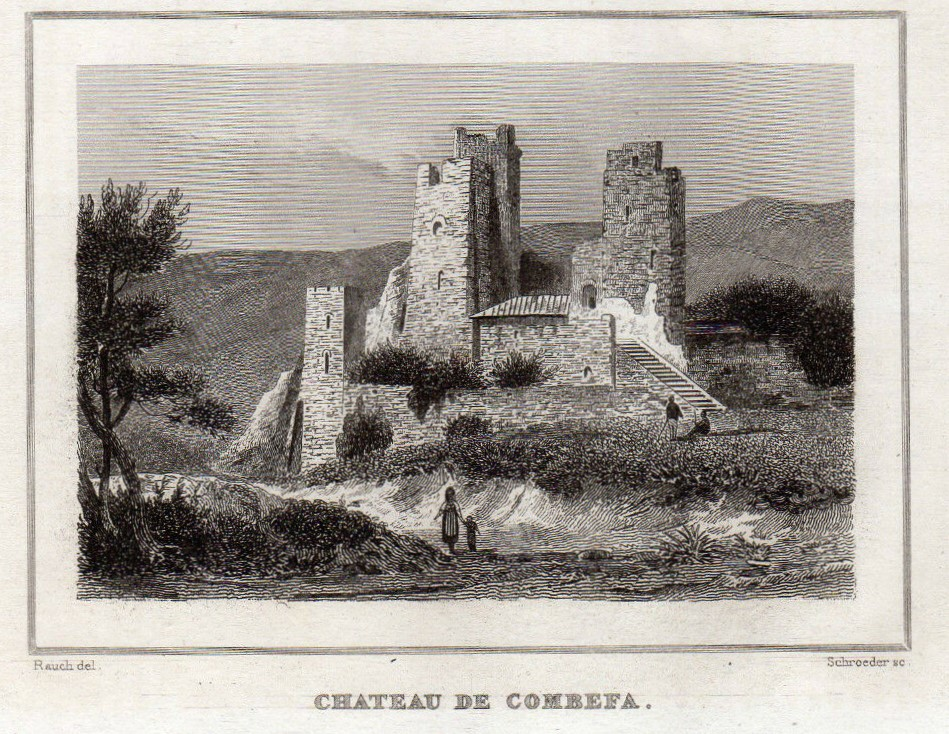
Gravure du château partiellement ruiné, vers 1880